# Крушево (Габровська область)
Кру́шево (болг. Крушево) — село в Габровській області Болгарії. Входить до складу общини Севлієво.

## Населення
За даними перепису населення 2011 року у селі проживали 533 особи.
Національний склад населення села:
| Національність   | Кількість осіб | Відсоток |
| ---------------- | -------------- | -------- |
| болгари          | 317            | 64,7%    |
| турки            | 162            | 33,1%    |
| Всього відповіли | 490            |          |

Розподіл населення за віком у 2011 році:
Динаміка населення: